# Мандас, Христос
Хри́стос Ма́ндас (греч. Χρήστος Μανδάς; род. 17 сентября 2001, Пирей, Аттика) — греческий футболист, вратарь клуба «Лацио» и сборной Греции.

## Клубная карьера
Мандас — воспитанник клуба «Атромитос». 28 ноября 2017 года в поединке Кубка Греции против «Спарты» Христос дебютировал за основной состав. 5 мая 2018 года в матче против «Керкиры» он дебютировал в греческой Суперлиге. В начале 2022 года Мандас перешёл в ОФИ. 14 мая в матче против «Волоса» он дебютировал за новую команду.
В 2023 году Мандас перешёл в итальянский «Лацио». 10 января 2024 года в поединке Кубка Италии против «Ромы» Христос дебютировал новый клуб. 11 марта в матче против «Удинезе» он дебютировал в итальянской Серии A.